# 阿根廷—朝鲜关系
阿根廷—朝鲜关系（西班牙語：Relaciones Argentina-Corea del Norte）是阿根廷共和国与朝鲜民主主义人民共和国之间的外交关系。两国曾于1973年6月1日至1977年6月14日有官方外交關係，期间北韓曾在布宜诺斯艾利斯设有大使馆。1977年断交後，目前也沒有在對方首都互設具大使館功能的代表機構。

## 历史

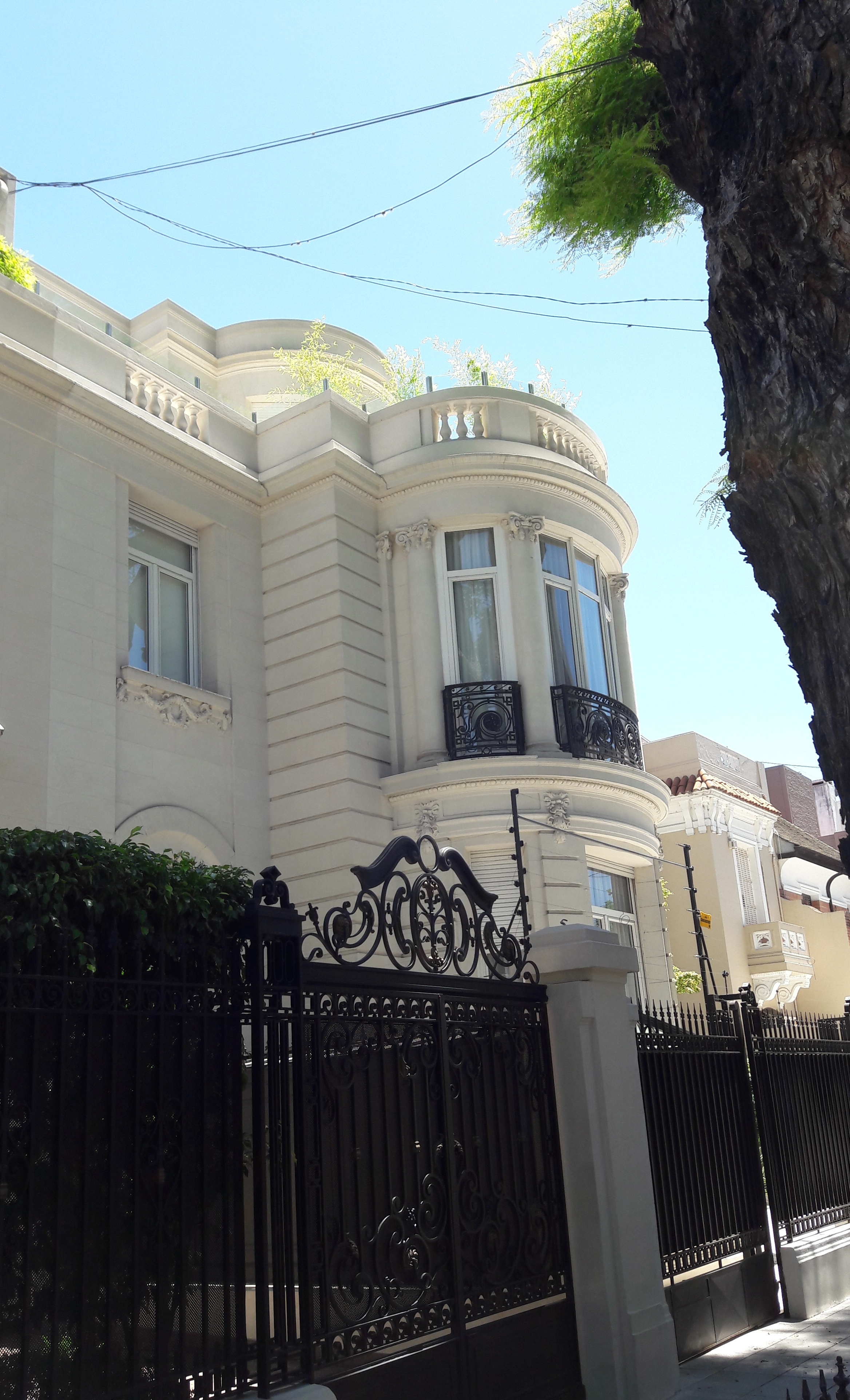
位于布宜诺斯艾利斯的前朝鲜大使馆

在冷战初期，阿根廷仅与南韓保持正式外交关系，不与北韓来往。但在埃克托尔·坎波拉担任阿根廷总统期间，阿根廷与朝鲜政府的关系开始走近。1973年3月，於同年年底就任阿根廷副總統的伊莎贝尔·庇隆与其亲信何塞·洛佩斯·雷加出访平壤，受到了金日成的接待。同年6月1日，朝鲜最高人民議會常任委員會副委員長康良煜到访布宜諾斯艾利斯，并與阿根廷外交部长畢伊克簽署聯合公報，宣佈兩國建立外交关系。建交当年，朝鲜即在布宜诺斯艾利斯的贝尔格拉诺开设了大使馆。胡安·裴隆出任阿根廷总统後，致力於加強與第三世界國家外交聯繫，两国外交关系深化。
1975年，其时已出任阿根廷总统的伊莎贝尔·贝隆在奥利沃斯总统官邸接待了来自朝鲜的儿童代表团。然而，次年阿根廷发生军事政变，进入国家重组进程，新政府也中断了与朝鲜之间的往来。1977年6月14日，阿根廷与朝鲜断绝了外交关系。
阿根廷恢复民主后，1990年代的卡洛斯·梅内姆总统任期内，两国关系略有回暖。阿根廷支持朝鲜加入联合国，朝鲜也支持布宜诺斯艾利斯申办奥运会。朝鲜还曾计划在布宜诺斯艾利斯设立贸易办事处，但该计划未能实现。虽然曾出现过这些关系向好的势头，但时至今日，两国仍未保持任何形式的正式外交关系。

## 延伸阅读
- Paz Iriberri, Gonzalo S. . Estudios Internacionales (Universidad de Chile). 2001, 34 (134): Abril – Junio.
- Oviedo, Eduardo Daniel. . Rosario, Argentina: Universidad Nacional de Rosario Editora. 2001.